# Уильямс, Дэниел (футболист)
Дэниел «Дэнни» Чарльз Уильямс (англ. Daniel “Danny” Charles Williams; род. 8 марта 1989, Карлсруэ, Баден-Вюртемберг) — американо-немецкий футболист, опорный полузащитник. Выступал в сборной США.

## Клубная карьера
Уильямс — воспитанник клубов «Карлсруэ» и «Фрайбург». 22 января 2009 года в матче против «Штутгарта» он дебютировал за последний в Бундеслиге. Для получения игровой практики Дэниел выступал за дублёров «Фрайбурга». В 2011 году Уильямс перешёл в «Хоффенхайм». Сумма трансфера составила 200 тысяч евро. 10 сентября в матче против «Майнца 05» он дебютировал за новую команду.
Летом 2013 года Уильямс перешёл английский «Рединг», подписав контракт на четыре года. Сумма трансфера составила 2 млн евро. 3 августа в матче против «Ипсвич Таун» он дебютировал в Чемпионшипе. 1 февраля 2014 года в поединке против «Миллоулла» Дэниел забил свой первый гол за «Рединг».
4 июля 2017 года Уильямс подписал двухлетний контракт с клубом «Хаддерсфилд Таун». 12 августа в матче против «Кристал Пэлас» дебютировал в английской Премьер-лиге. По окончании сезона 2018/19 Уильямс покинул «Хаддерсфилд Таун».
6 сентября 2019 года Уильямс присоединился к клубу чемпионата Кипра «Пафос». 19 мая 2020 года контракт Уильямса с «Пафосом» был расторгнут по взаимному согласию сторон.

## Международная карьера
Отец Дэниела — афроамериканец, который служил в американской армии в Германии, а мать — немка. Осенью 2011 года он получил американский паспорт и право выступать за сборную США.
8 октября 2011 года в товарищеском матче против сборной Гондураса Уильямс дебютировал за сборную США, выйдя в стартовом составе. 5 июня 2015 года в поединке против сборной Нидерландов он забил свой первый гол за национальную команду.

### Голы за сборную США
| # | Дата            | Место                                  | Противник  | Счёт | Результат | Соревнование      |
| - | --------------- | -------------------------------------- | ---------- | ---- | --------- | ----------------- |
| 1 | 5 июня 2015     | Амстердам Арена, Амстердам, Нидерланды | Нидерланды | 3:3  | 3:4       | Товарищеский матч |
| 2 | 8 сентября 2015 | Джиллетт Стэдиум, Фоксборо, США        | Бразилия   | 1:4  | 1:4       | Товарищеский матч |